# Sam Bosworth
Sam Bosworth (5 de abril de 1994) é um desportista neozelandês que compete em remo como timoneiro. Participou nos Jogos Olímpicos de Verão de 2020, obtendo uma medalha de ouro na prova de oito com timoneiro.

## Palmarés internacional
| Jogos Olímpicos | Jogos Olímpicos | Jogos Olímpicos | Jogos Olímpicos    |
| Ano             | Lugar           | Medalha         | Prova              |
| --------------- | --------------- | --------------- | ------------------ |
| 2020            | Tóquio Japão    | Medalha de ouro | Oito com masculino |